# Kalaallit Nunaanni Volleyballertartut Kattuffiat
Kalaallit Nunaanni Volleyballertartut Kattuffiat (kurz KVK, „Verband der Volleyballspieler in Grönland“) ist der grönländische Volleyballverband.

## Geschichte
Der Verband wurde 1983 gegründet. Er ist Mitglied von Grønlands Idrætsforbund und der Confédération Européenne de Volleyball und der Fédération Internationale de Volleyball. Der Verband veranstaltet eine grönländische Meisterschaft für Junioren und Erwachsene. Die grönländischen Volleyballnationalmannschaften treten zudem international bei den Arctic Winter Games, den Island Games und der Volleyball-Europameisterschaft der Kleinstaaten an.